# Gontamar, Parasgad
Gontamar là một làng thuộc tehsil Parasgad, huyện Belgaum, bang Karnataka, Ấn Độ.